# Дзиеркалю калнс
Дзиеркалю калнс (латыш. Dzierkaļu kalns, латг. Dzierkaļu kolns) — второй по высоте холм в Латгалии после Лиелайс Лиепукалнс. Расположен на Латгальской возвышенности, вблизи села Дубули Каунатской волости Резекненского края. Высота над уровнем моря — 286,5 м. Высота от подножья горы — 89,2 м. В 700 метрах от вершины холма находится Лиелайс Лиепукалнс. Два высочайших холма в Латгалии разделяет впадина глубиной 64 метра.

## Интересные факты
- Дзиеркалю калнс — самый высокий холм Латвии, если считать высоту от подножья холма (89,2 м).
- 5-я по высоте вершина Латвии.